# Nibbler (jeu vidéo)
Pour les articles homonymes, voir Nibbler.
Nibbler est un jeu vidéo de labyrinthe créé par SNK et sorti sur borne d'arcade (sur le système Rock-Ola) en 1982,,. Dans ce labyrinthe, le joueur contrôle un serpent, sur le même principe que dans le jeu Snake.

## Portage
- Amstrad CPC : 1984
- Apple II